# 友訊科技
友訊科技股份有限公司（英語：D-Link Corporation）是一間台灣科技公司，總部位於台北市內湖科學園區，於1987年由高次軒等人成立。公司專注於電腦網路設備的設計開發，自創「D-Link」品牌，主要提供消費者及企業所使用的無線網路和乙太網路硬體產品等網路通訊設備與解決方案。
已在全世界43國設立91個行銷據點，品牌營收近6億美元。全球擁有約一千五百名員工。

## 產品
D-Link各式網路解決方案，主要產品為交換器、路由器、無線、寬頻及數位家庭（IP CAM網路攝影機、NAS網路儲存伺服器）等網路產品。近年也發展綠能技術、IPv6產品及雲端服務平台。

## 公司歷史

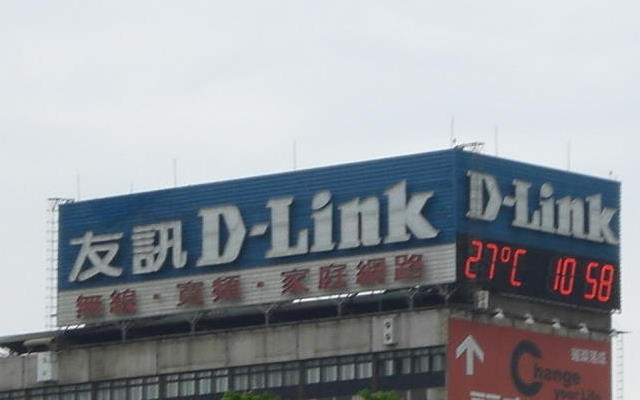
D-Link台北的廣告牌

1986年4月，高次軒與六名同事林榮春、李中旺、張傳財、楊震威、國乃強、權福生離開榮電公司，自行創業，創立Datex Systems，為D-Link友訊科技前身，並以D-Link為品牌名稱。
1987年6月，友訊科技股份有限公司正式成立。
1994年，友訊股票上市。
2003年，友訊科技為了專注研發品牌產品，決定將負責OEM/ODM製造代工部門切割獨立，成立明泰科技（Alpha Networks）。
2008年，高次軒過世，由李中旺接任董事長。2011年，其弟高鶴軒接任董事長。同年高次軒遺孀胡雪，對高鶴軒發起訴訟，爭奪友訊科技股權。
2015年，面對中國網通品牌低價競爭，友訊科技成立後首度出現虧損。2016年，高鶴軒辭任董事長，由宣明智任董事長。2017年，由蕭蕃接任董事長。之後又由邰中和與胡雪先後任董事長。
2020年，台鋼集團投資友訊科技，取得經營權，支持李中旺任董事長。
2021年，因為與台鋼集團理念不合，李中旺出售持股，離任董事長，退出董事會。高次軒遺孀胡雪與台鋼集團合作，友訊科技原有7人創業團隊則全部退出董事會。

## 獎項
2004年，根據In-Stat調查顯示，友訊科技位居全球消費性網通產品的第一品牌，領先美國的Linksys與Netgear。
2014年獲頒「2014台灣二十大國際品牌」殊榮，整體品牌價值為1.38億美元。同年亦獲美國消費性電子展2013年度之創新設計與工藝獎（CES Innovations 2013 Design and Engineering Award Honoree），更贏得2014「iF產品設計大獎」。

## 產品漏洞
2013年10月12日，D-link遭/dev/ttys0指出旗下部分路由器產品存在漏洞
，該漏洞可在未經過使用者授權下進入路由器管理介面，控制設定路由器功能。受影響D-Link路由器機型包含DIR-100、DIR-120、DI-624S、DI-524UP、DI-604S、DI-604UP、DI-604+及TM-G5240等。
2022年2月17日，美國國家標準暨技術研究院警告，D-link旗下有五款已終止支援的路由器，存在一項代號為「CVE-2021-45382」的重大漏洞，可在不需經過身份驗證的情況下，讓駭客輕易地啟用動態DNS功能，從遠端取得控制權限，這五款路由器型號為 D-Link DIR-810L、DIR-820L/LW、DIR-826L、DIR-830L 與DIR-836L。對此次漏洞，D-link回應由於這些產品的生命週期已終止，建議使用者務必在近期內停止繼續使用，並盡快更換新款的路由器裝置。
2024年4月，美國國家標準暨技術研究院警告，D-link旗下多款NAS產品存在代號「CVE-2024-3272」、「CVE-2024-3273」，該報告指出，request 中的系統參數包含 base64 編碼的值，解碼後即為指令。攻擊者只需發送經特殊設計的惡意 HTTP 請求到 /cgi-bin/nas_sharing.cgi 端點，即可觸發此漏洞。
針對該漏洞，D-Link 表示，對於這個漏洞將不會提供修補程式。所有 D-Link NAS產品已停止維護與服務多年，這些產品相關的資源已停止開發，不再提供支援。

## 外部連結
- （中文）D-LINK 友訊科技 官方網頁（页面存档备份，存于）
- （英文）D-LINK 友訊科技 全球英文官方網頁（页面存档备份，存于）